# Anielia
Anielia is een geslacht van vlinders uit de familie van de Tortricidae (Bladrollers). Het geslacht werd voor het eerst wetenschappelijk beschreven door Razowski & Becker in 1983.

## Soorten
Het genus bevat de volgende soorten:

- Anielia evanida Razowski & Becker, 1983
- Anielia paranica Razowski & Becker, 1983
- Anielia portentosa Razowski & Becker, 1983